# Reinhard Wolf (Manager)

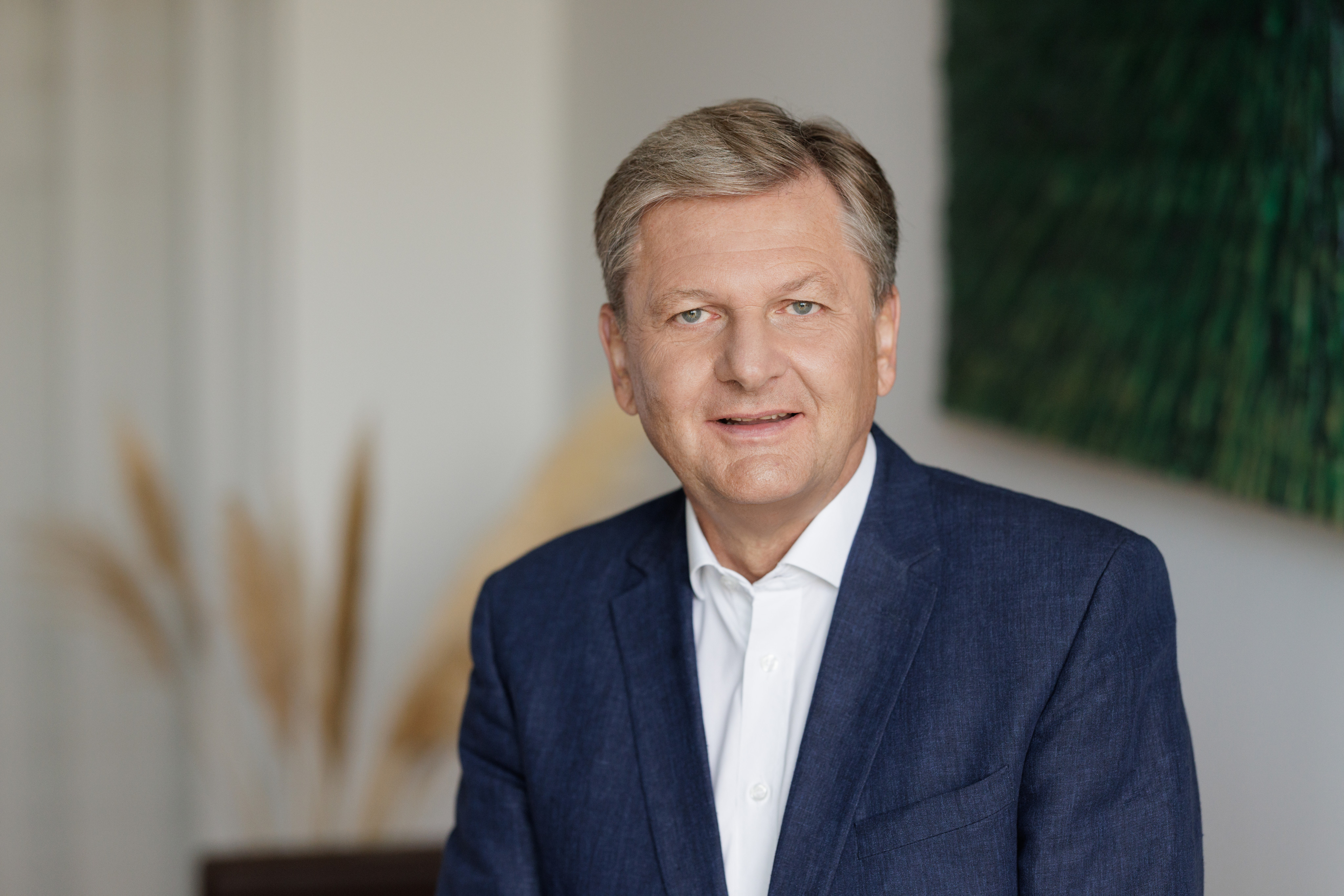
Reinhard Wolf (Wien 2022)

Reinhard Wolf (* 17. Januar 1960 in Hollabrunn) ist ein österreichischer Manager, der von 2013 bis 2024 als Vorstandsvorsitzender und Generaldirektor der RWA Raiffeisen Ware Austria AG tätig war. Mit 30. November 2024 schied Wolf als Generaldirektor der RWA aus und widmet sich ganz seinen Aufgaben im Vorstand der BayWa.

## Leben
Reinhard Wolf entstammt einer Weinviertler Bauernfamilie. Nach dem Besuch des katholischen De la Salle-Gymnasiums in Wien-Strebersdorf studierte er Agrarökonomie an der Universität für Bodenkultur in Wien.

## Beruflicher Werdegang
Seine berufliche Laufbahn startete Wolf 1985 bei der Österreichischen Warenzentrale (ÖRWZ). Während seiner etwa zehnjährigen Tätigkeit absolvierte er mehrere Trainee-Auslandsaufenthalte und nahm zuletzt eine Führungsposition im Bereich Handelsdünger ein. Als die ÖRWZ 1993 in die RWA integriert wurde, wechselte Wolf in das neu gegründete Großhandels- und Dienstleistungsunternehmen der österreichischen Lagerhaus-Genossenschaften.
In der RWA übernahm Wolf verschiedene Leitungsfunktionen, unter anderem war er Geschäftsführer der Firmen Fert-Import und Genol. Im Mai 2009 wurde er zum Vorstandsdirektor der RWA bestellt, verantwortlich für die Bereiche Agrar und Energie.
Seit März 2013 nahm Wolf die Position des Generaldirektors ein. Neben dem Ausbau der Aktivitäten in den Kernsegmenten der RWA betrieb er den Aufbau der Tochtergesellschaften in Zentral- und Südosteuropa.
Ebenfalls im Jahr 2013 wurde Wolf in den Vorstand der BayWa AG berufen. Mit 30. November 2024 schied Wolf als Generaldirektor der RWA aus und widmet sich ganz seinen Aufgaben im Vorstand der BayWa.

## Sonstige Funktionen
In folgenden sonstigen Funktionen war Wolf tätig:
- seit 2009 Vorstand Raiffeisen Ware Austria Handel und Vermögensverwaltung eGen
- seit 2009 Aufsichtsratsvorsitzender Garant Tiernahrung
- seit 2012 Vorstandsmitglied Raiffeisen Holding NÖ-Wien
- seit 2013 Vorstand BayWa AG
- seit 2022 Aufsichtsratsvorsitzender „Unser Lagerhaus“ Warenhandelsgesellschaft mbH
- seit 2022 Generalanwalt-Stellvertreter Österreichischer Raiffeisenverband

## Auszeichnungen
- 2017: Silbernes Komturkreuz des Ehrenzeichens für Verdienste um das Bundesland Niederösterreich
- 2018: Großes Silbernes Ehrenzeichen für Verdienste um die Republik Österreich[6]
- 2018: Goldenes Ehrenzeichen des Landes Oberösterreich[7]
- Mitglied der Wirtschaftskurie bei der Bundesanstalt „Statistik Österreich“, Kommerzialrat

## Privates
Reinhard Wolf ist verheiratet und Vater eines Sohnes. Er lebt in Herzogenburg.